# Dryopteris crassirhizoma
Dryopteris crassirhizoma là một loài thực vật có mạch trong họ Dryopteridaceae. Loài này được Nakai miêu tả khoa học đầu tiên năm 1920.

## Hình ảnh

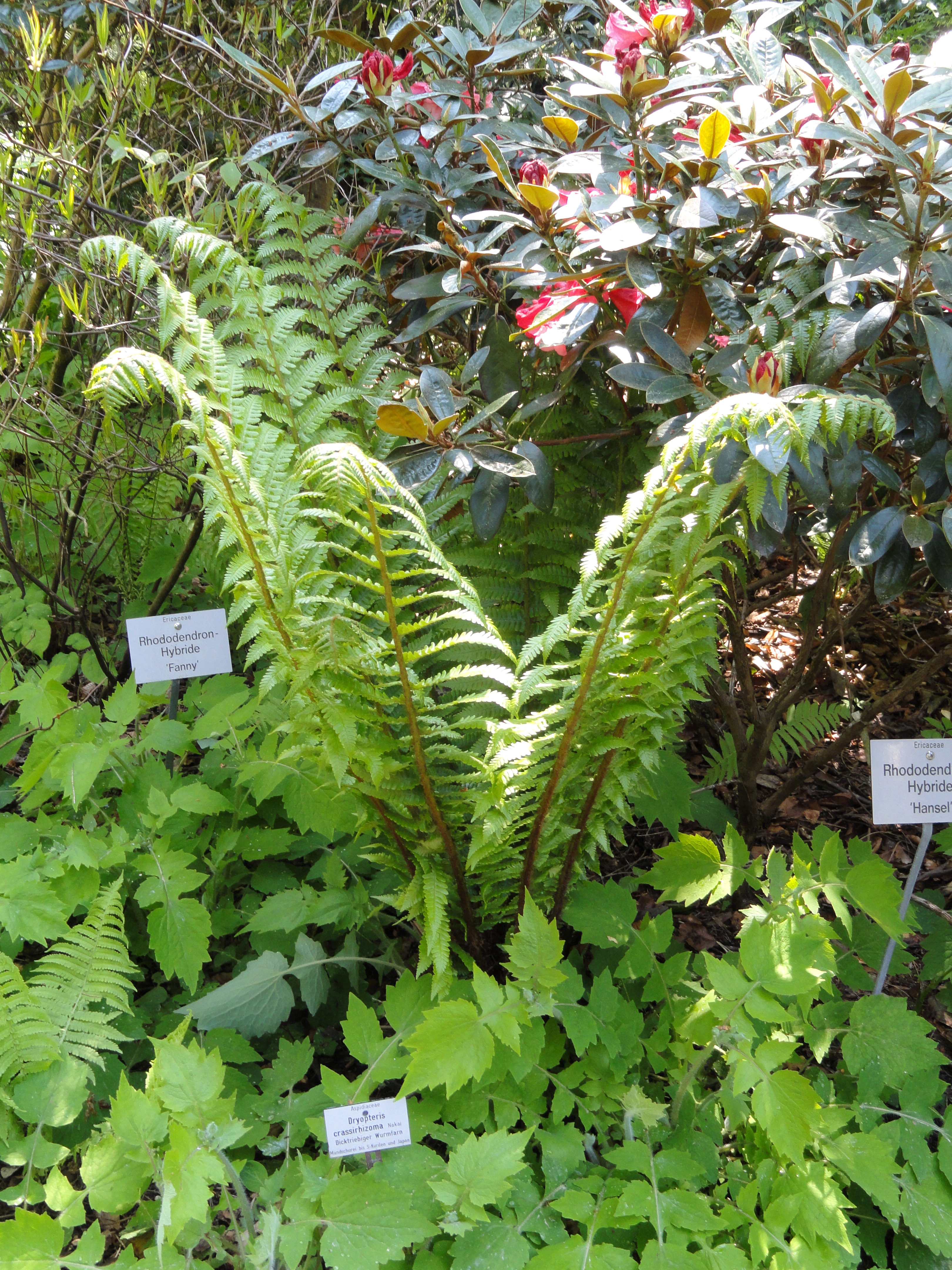
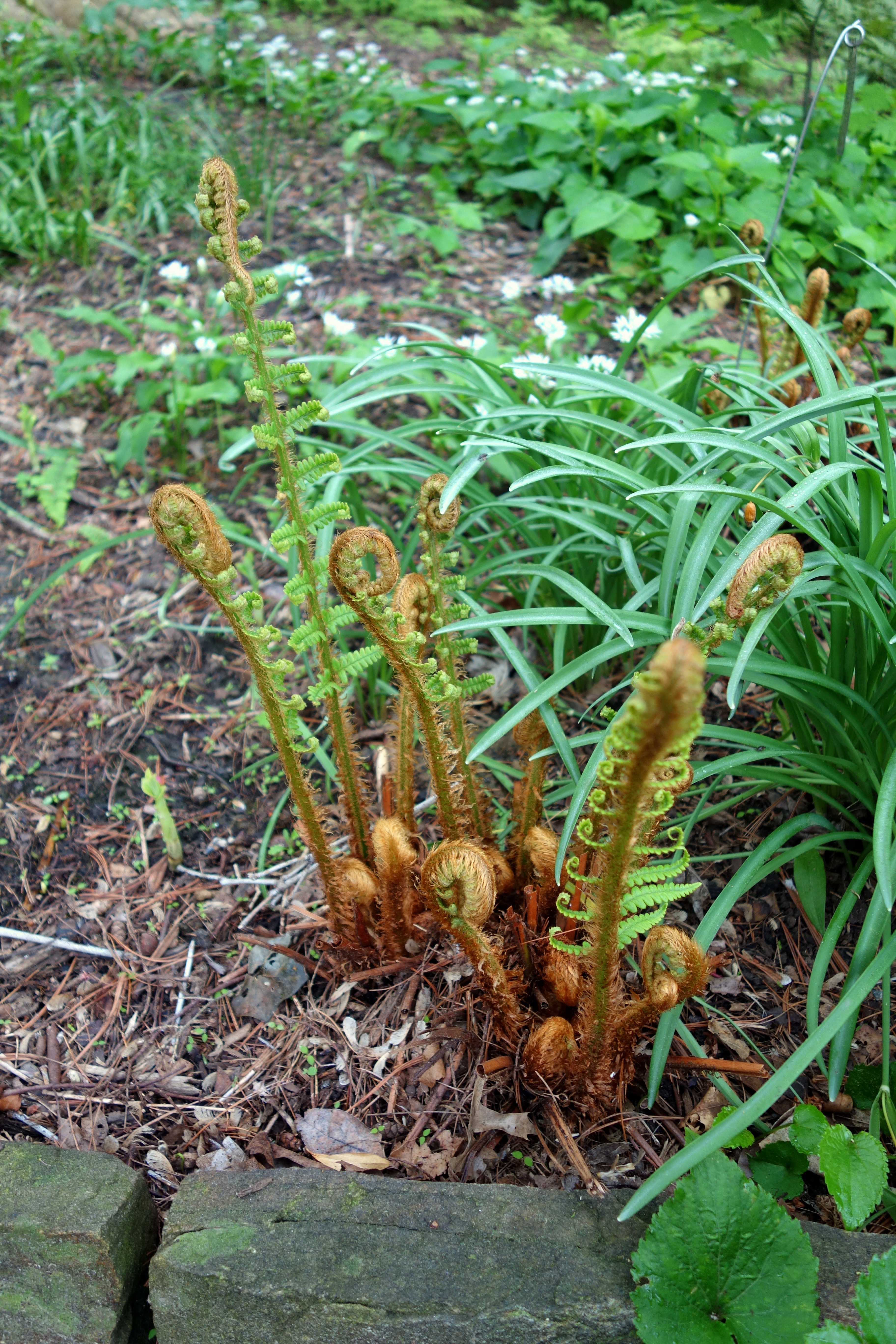
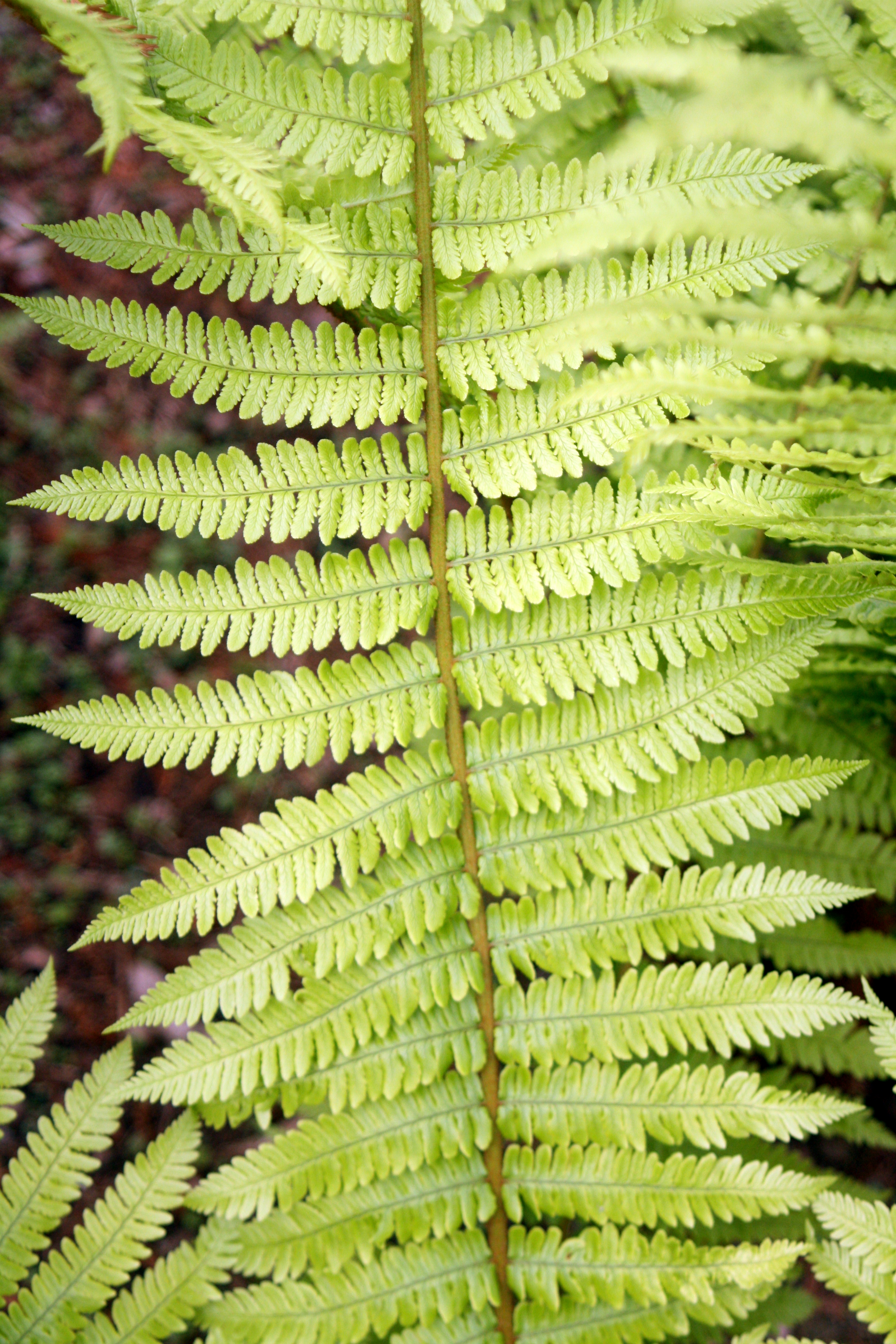